# Jens Söring
Jens Söring (Bangkok, 1º agosto 1966) è un criminale tedesco condannato per duplice omicidio.

## Biografia
Jens Söring nasce a Bangkok dal diplomatico tedesco Klaus Söring. Si trasferisce negli Stati Uniti nel 1977 e si diploma alla Lovett School di Atlanta (Georgia) nel 1984. Frequenta poi l'Università della Virginia, dove conosce e inizia una relazione con la compagna di studi Elizabeth Haysom.

### Omicidio, confessione ed estradizione
Nel marzo 1985, quando Söring ha appena 18 anni e la Haysom 20, i genitori di lei Derek (nato nel 1913) e Nancy (nata nel 1931) vengono assassinati nella loro casa di Boonsboro, nella contea di Bedford, in Virginia. Sei mesi dopo gli omicidi, con gli investigatori che si avvicinavano alla coppia, Söring e Haysom fuggono in Inghilterra, dove vivono sotto falso nome.
Il 30 aprile 1986, Söring e Haysom vengono arrestati per frode dopo aver emesso oltre $5.000 (quasi $14.000 al cambio del 2023) in assegni falsi, utilizzando documenti falsi, e aver mentito alla polizia di Londra. Interrogato dalle autorità britanniche, americane, della Germania occidentale e della Virginia, Söring confessa più volte il duplice omicidio a diverse autorità, incluso personale medico.
Söring si oppone all'estradizione sulla base del fatto che la pena capitale e soprattutto l'esposizione al cosiddetto "fenomeno del braccio della morte", cioè il disagio emotivo provato dai prigionieri nel braccio della morte, costituisce un trattamento inumano o degradante vietato dall'Articolo 3 della Convenzione europea dei diritti dell'uomo. Il 7 luglio 1989, la Corte europea dei diritti dell'uomo ha concordato con questa valutazione e ha stabilito l'estradizione per Söring come illegale. Dopo questa decisione, le autorità della contea di Bedford accettarono di non ricorrere alla pena di morte e Söring viene infine estradato negli Stati Uniti il 12 gennaio 1990.

### Processo e condanna
Haysom si è dichiarata subito colpevole e ha testimoniato contro Söring. Al processo, ha testimoniato come solo Söring avesse commesso gli omicidi, e che lei fosse una semplice complice.
Söring fu processato per due capi d'accusa di omicidio di primo grado nel 1990. Secondo l'accusa, fu lui a commettere gli omicidi e la Haysom solo una complice. Söring si è dichiarato non colpevole, affermando di aver emesso una falsa confessione per proteggere la fidanzata, poiché presumeva che avrebbe avuto l'immunità diplomatica.
Söring fu infine condannato a due ergastoli consecutivi. Haysom fu condannata a 90 anni (45 per ciascun omicidio, da scontare consecutivamente). Avrebbe dovuto essere rilasciata nel 2032, all'età di 68 anni, ma è stata rilasciata assieme a Söring ed estradata in Canada nel dicembre del 2019.

### Presunte irregolarità
Dopo il processo, Söring ha sollevato diverse questioni sulla regolarità dello stesso: Richard Neaton, l'avvocato difensore di Söring, è stato successivamente radiato dall'albo per ragioni estranee al caso, ma ha ammesso di aver avuto problemi di droga mentre rappresentava Söring; inoltre, il giudice, William M. Sweeney, conosceva il fratello di Nancy Haysom (zio di Elizabeth) e aveva presieduto il procedimento giudiziario di Elizabeth. Ed Sulzbach, un profiler dell'FBI che secondo alcuni a conoscenza del caso è stato consultato nel corso delle indagini, ha concluso che il crimine era stato commesso da una donna che conosceva gli Haysom, stabilendo che Elizabeth fosse la probabile assassina. Il detective che lavorò al caso, Ricky Gardner, ha però negato che Sulzbach avesse creato un profilo. Nessun rapporto è stato presentato come prova al processo di Söring.
L'impronta di un calzino macchiata di sangue era stata presentata come prova principale contro Söring. Il testimone esperto dell'accusa Robert Hallett, che non era però un esperto di impronte, ha affermato di essere riuscito a collegarlo perfettamente a Söring. Un agente dell'FBI, intervistato dalla WVTF nel 2018, ha liquidato i metodi dei testimoni come un "trucchetto di magia" e ha sottolineato che Sulzbach aveva collegato il calzino a una donna nel suo rapporto.
Nel 2009 sono stati analizzati i 42 campioni di DNA rinvenuti sulla scena del crimine (all'epoca del delitto la tecnologia non era sufficientemente avanzata). Dei campioni, 31 erano troppo piccoli o degradati per produrre risultati. Gli 11 campioni testati con successo escludevano sia Söring che Elizabeth Haysom.

### Ulteriori indagini e richieste di libertà vigilata
Jens Söring ha iniziato ad avere diritto alla libertà condizionale nel 2003. La sua dodicesima richiesta di libertà condizionale è stata respinta all'inizio del 2017. Una petizione per la grazia assoluta è stata presentata il 22 agosto 2016.
Chuck Reid, uno degli investigatori che lavorarono agli omicidi degli Haysom negli anni Ottanta, ha occasionalmente accettato di essere intervistato sul caso. La sua partecipazione al documentario del 2016 The Promise lo ha portato a rivalutare i suoi dubbi di vecchia data sull'esito del processo.
Il 3 maggio 2017, lo sceriffo della contea di Albemarle J.E. "Chip" Harding ha pubblicato un rapporto di 19 pagine su un'indagine durata mesi che aveva condotto su questo caso. Nel suo rapporto, Chip Harding conclude che Jens Söring è innocente e chiede al governatore McAuliffe di garantirgli la grazia. Il 27 settembre 2017, Harding ha tenuto una conferenza stampa a favore del rilascio di Söring insieme a un altro investigatore, Richard L. Hudson Jr. I due hanno anche portato a supporto della loro tesi la testimonianza di tre esperti scienziati forensi che hanno concordato come il DNA di Söring non corrispondesse al sangue trovato sulla scena del crimine.
Il 10 ottobre 2017 l'ambasciatore tedesco Peter Wittig e l'ex presidente Christian Wulff, insieme con l'avvocato di Söring Steven Rosenfield e altri, hanno partecipato alla tredicesima udienza sulla libertà condizionale di Söring. Dopo questa udienza, Wittig ha dichiarato ai media riuniti:
Il 27 ottobre 2017 Gail Starling Marshall, ex vice procuratore generale della Virginia, ha tenuto un'ulteriore conferenza stampa durante la quale l'avvocato di Söring, Steven Rosenfield, ha annunciato che l'Institute for Actual Innocence della University of Richmond School of Law sostiene la petizione di grazia per Söring, basata sulla prova del DNA.
Il 25 novembre 2019, il governatore Ralph Northam ha accettato la decisione del Comitato per la Libertà Vigilata della Virginia di rilasciare sia Haysom che Söring. Sebbene nessuno dei due abbia ricevuto la grazia governativa, entrambi sono stati rilasciati sotto la custodia dell'ICE (Immigration and Customs Enforcement) degli Stati Uniti per l'estradizione nei loro paesi d'origine, Canada e Germania. Entrambi non potranno più rientrare negli Stati Uniti.
Il 17 dicembre 2019 Söring è rientrato in Germania, atterrando a Francoforte.

### Esposizione mediatica
Jens Söring ha pubblicato otto libri ed oggi lavora come relatore e consulente. Dopo la sua estradizione in Germania, è stato ospite di numerosi noti talk show tedeschi. In Germania, per motivi legali, non gli è consentito accusare del delitto la sua ex fidanzata e ciò rende difficile interfacciarsi a lui in modo diretto e critico. Söring si è sempre mostrato come una vittima e un critico del sistema giudiziario statunitense. Nell’autunno 2023 Söring è apparso in uno speciale esclusivo per Netflix.
Il giornalista tedesco Felix Jung ha scritto:

### La vita in carcere e gli scritti
Söring ha scontato la propria pena presso il Buckingham Correctional Center di Dillwyn, in Virginia. Mentre era in prigione si è convertito dal buddismo al cattolicesimo. Söring ha pubblicato diversi libri e articoli mentre era in carcere. Nel 1995 scrisse Mortal Thoughts, descrivendolo come "L'autobiografia di un giovane imprigionato per un duplice omicidio che non ha commesso". Nel 2007, il suo libro The Convict Christ ha ricevuto il primo premio dalla Catholic Press Association of North America nella categoria "Preoccupazioni Sociali".

## Documentari
Un documentario sul caso, Killing for Love (tedesco: Das Versprechen o The Promise), di Marcus Vetter e Karin Steinberger, è stato presentato in anteprima al Festival internazionale del cinema di Monaco ed è uscito nelle sale nell'ottobre 2016. È stato presentato in anteprima nordamericana il 5 novembre 2016, al Virginia Film Festival. Nel Regno Unito il film è stato ampliato in una serie in sei parti trasmessa nel marzo 2017 su BBC Four come parte del filone di documentari Storyville. Nei Paesi Bassi, l'emittente pubblica NPO2 ha mostrato il film in due parti nella sua serie di documentari 2Doc nell'aprile 2017.
Un podcast ispirato al documentario Killing for Love (in tedesco, Das Versprechen) è stato prodotto negli Stati Uniti da AMC Theatres, in collaborazione con il podcast true crime di Amanda Knox, The Truth About True Crime. Un altro podcast basato sul suo caso è stato pubblicato da Jason Flom e dal romanziere John Grisham, Did a Fatal Actress Lead to a Wrongful Conviction? La storia di Jens Soering.
Nel 2022, una serie di podcast tedesca in otto parti chiamata "Das System Söring" ("Il sistema Söring") è stata pubblicata dalle giornaliste tedesche Alice Brauner e Johanna Behre, le quali hanno valutato criticamente diversi aspetti della vita di Söring, inclusi i suoi sostenitori, la sua testimonianza, e la copertura mediatica attorno alla sua persona.
Nel 2023, una docuserie tedesca in 4 parti intitolata "Till Murder Do Us Part: Soering vs. Haysom" è stato rilasciato a livello internazionale su Netflix. Questa docuserie in quattro episodi esaminava il caso e includeva filmati del processo, giornali dell'epoca e interviste. Lo stesso Jens Söring viene intervistato nel corso della docuserie, mentre la Haysom non appare mai direttamente. La serie è stata co-diretta da Andre Hörmann e Lena Leonhardt.